# Passagem
Passagem este un oraș în Paraíba (PB), Brazilia.